# 姆馬迪納雷
姆馬迪納雷是非洲南部國家博茨瓦納的村落，由中部區負責管轄，距離塞萊比-皮奎約15公里，村內有警察局和中學，附近的野生動物如非洲象為該村提供發展旅遊業的潛力，2004年人口估計約13,000。
21°57′S 27°37′E / 21.950°S 27.617°E